# ノヤブリスク
ノヤブリスク（ロシア語: Ноя́брьск、ネネツ語: Нюдя Пэвдей мар）とは、ロシア連邦ウラル連邦管区ヤマロ・ネネツ自治管区の都市。

## 地理
ノヤブリスクはヤマロ・ネネツ自治管区で最大の都市であるが、管区の首府はサレハルドに置かれている。また、位置的には同じチュメニ州に属するハンティ・マンシ自治管区のすぐ北側に位置している。また、シベリア西油田の中部に位置しており、油田開発等が盛んな町である。スルグトより北に300kmの地点に所在する。
市内にはチュメニとノヴィ・ウレンゴイとを結ぶ鉄道路線が通っており、石油産業に於いて重要な役割を果たしている。また、市街より10km程西に進むとノヤブリスク空港が所在し、大型の飛行機も着陸出来るようになっている。そこからはモスクワ（ドモジェドヴォ空港、ヴヌーコヴォ国際空港）やサレハルド等に行く飛行機が発着している。
また、市内は南側にあり小さいノヤブリスク1と北側にあり大きいノヤブリスク2に分かれており、それぞれが鉄道駅を有しており、そこでは初めて旅行に来る人人を見受ける事が出来る。

## 歴史
この町は1975年、ヘリコプターによる上陸部隊がイチュ・ヤッカ川に上陸した。この時、コルモゴルスコーイェ油田の開発が始り、翌1976年の1月、鉄道建設者の一行がやってきてカント湖畔に入植地を建設し始めた。そして、11月に入植地は完成した。
そして、ノヤブリスク駅を中心として発展していき、1977年10月26日には公式に入植地として記載された。この時、名前はカント湖に因んだカントとは記載されず、ロシア語で入植地の完成した11月を表すノヤブリスクの名前で記載された。その後は1979年11月12日に都市型集落へ昇格し、更に1982年4月28日に町へと昇格した。

## 人口
1989年、2002年、2017年以外は推測値。
| 人口の変化 |        |        |        |        |        |        |         |         |
| 年度       | 1982   | 1986   | 1989   | 1996   | 2002   | 2004   | 2006    | 2017    |
| 人口       | 25,100 | 68,000 | 85,880 | 95,500 | 96,440 | 98,400 | 108,500 | 106,879 |

- 人口増のグラフ:

また、町の平均年齢は30歳強である。

## 環境
ノヤブリスクの環境で言える事は炭化水素の開発が中心となっている点であり、ノヤブリスクの資源は二つの有名な企業によって管理されている。
ガスプロムネフト・ノヤブリスクネフテガスはシブネフチが援助している有名な石油会社であり、ヤマロ・ネネツ自治管区では最大、ロシアの石油総生産でも6%を占める会社である。
天然ガスではガスプロムを率いる三部門の一つ、ガスプロム・ドビチャ・ノヤブリスクが毎年850万平方メートルの天然ガスを生産していて、町の周辺にあるガス田を管理している。ガスプロム・ドビチャ・ノヤブリスクの生産量はガスプロムの年間生産量の9.3%に相当する。町の北東にはヴィンガプロブスコーエガス田(1978～)とヴィンガキンスコーエガス田(2006～)が、北西にはコムソロムスコーエガス田(1993～)とザパドノ・タルコサリンスコーエガス田(1996～)が存在する。
産業に於ける割合ではガスプロム・ドビチャ・ノヤブリスクが最も開発に費用を投資している。この会社もまた、事業計画や天然ガスの扱い、天然ガスの管理等の面で町に貢献している。加えて、1000以上の企業が石油や天然ガスを町に供給し、交通網の発展に貢献している。

## 情報媒体
最も古い新聞はセバールナヤ・ヴァクタ（北を見るの意）で、1983年1月より刊行されており、2007年より週三回、ノヤブリスクだけでなくその周囲のハニミー、ヴィンガプロヴスキー、ムラヴレンコ、コルミーでも刊行されるようになった。他にはレギオン57と言う地元紙があり、自動車のナンバープレートが同じ地域向けに刊行されている。更に、スロヴォ・ネフチャニカ（石油産業の労働者の言葉の意）と言う地元紙も存在する。
また、ラジオではラジオ・ノヤブリスク、テレビ・チャンネル・ミッグ（ミッグは瞬間の意）、テレ・エクスプレスがラジオ局を有している。

## 教育
1977年に始めの学校が開校し、何とか学校が開校出来た程度であったが、現在では14の学校を有し、教育大学、全日制学校、子供の美術学校や音楽学校、自動車学校等が存在する。高い教育を施す為、分校を8校とチュメニやトムスク等のロシア国内との提携学校を4校有している。

## 観光
ノヤブリスクは多くのスポーツを行っており、芸術的なスケートリンクや屋外のスケートリンク、クロスカントリー場、屋内プール、ジム、サッカーやバスケットボール、バレーボール、テニス、卓球、マーチングバンド、トレーニング、ボクシング等に使える屋内競技場を有している。第六学校付近には屋内スケート場が、町の中心部近くにはプール、ジム、コンサートホールを備えた文化体育複合施設「ヤマル」がある。また、モトクロスに於いては年一回競技場にて、ヤマル・モトクロス・カップが開催され、観光客を集めている。それ以外にも、産業労働者や住民の為に町内には映画館やショッピングセンター、居酒屋等が存在する。
また、夏の間、町より2km北方に存在するカント湖ではバーベキューやウォーキングが楽しめる。少し遠くに行くと、スヴェトローエ湖、スゼムチュヴノーエ湖も存在する。また、秋の初めまでならば、森や沼地でキャンプやハイキングの他、果実や茸の採集も出来る。
冬になると、クロスカントリーの同好会が居住地区の西で活動している。また、中心部の中核企業の事務所周辺の公園では数週間「氷の宮殿」と呼ばれる物が作られ、展示されている。また、公園には観覧車が存在する。
ノヤブリスク資源センターは美術館、町史館、子供芸術館の三つに分かれている。民族誌に関する物品も置かれている所で、種種の博覧会が催されている。2007年には年一度のヤマル半島芸術計画祭で大賞に輝いた。
その他にも町には独ソ戦の記念館があり、そこには伝統的な灯明も存在する。ロシア正教会のミカエル教会が丘の上にモスクと共に存在している。

## 友好姉妹都市
- コーロステニ、ウクライナ （1999年）
- デュッセルドルフ、ドイツ （2010年）

## 出身の著名人
- イリーナ・ナスクリプニャック - 2001年及び2002年のベンチプレス世界王者
- アレクシー・パンコヴ - 2004年のパワーリフティング世界王者

## 治安
ノヤブリスクはソビエト連邦時代は閉鎖都市であり、精通した職業人が多く、保護されていた為外部の悪影響を受けなかった。1990年代に閉鎖都市でなくなると、石油や天然ガス産業の立地によりソ連崩壊後の経済混乱の中でも比較的高い生活水準を維持していたこの地域は、周辺地域より違法薬物の密売人等による悪影響を被る事となった。その他にも若者による銃犯罪や汚職も増えた。テレビ等でこの状況が放映されると、国と市民団体はこの事への対処を始めた。
また、2009年には市長が刑事事件で裁判所に送られた。検察によると、彼はまだ権力がなかった頃に地方の財産を企業に横流ししたとされている。